# Hagley
Hagley, est un village et une paroisse civile du Worcestershire, en Angleterre. Il est situé dans le nord du comté, à la frontière du comté voisin des Midlands de l'Ouest. Administrativement, il relève du district de Bromsgrove. Au recensement de 2001, il comptait 4 283 habitants.